# Гавранок

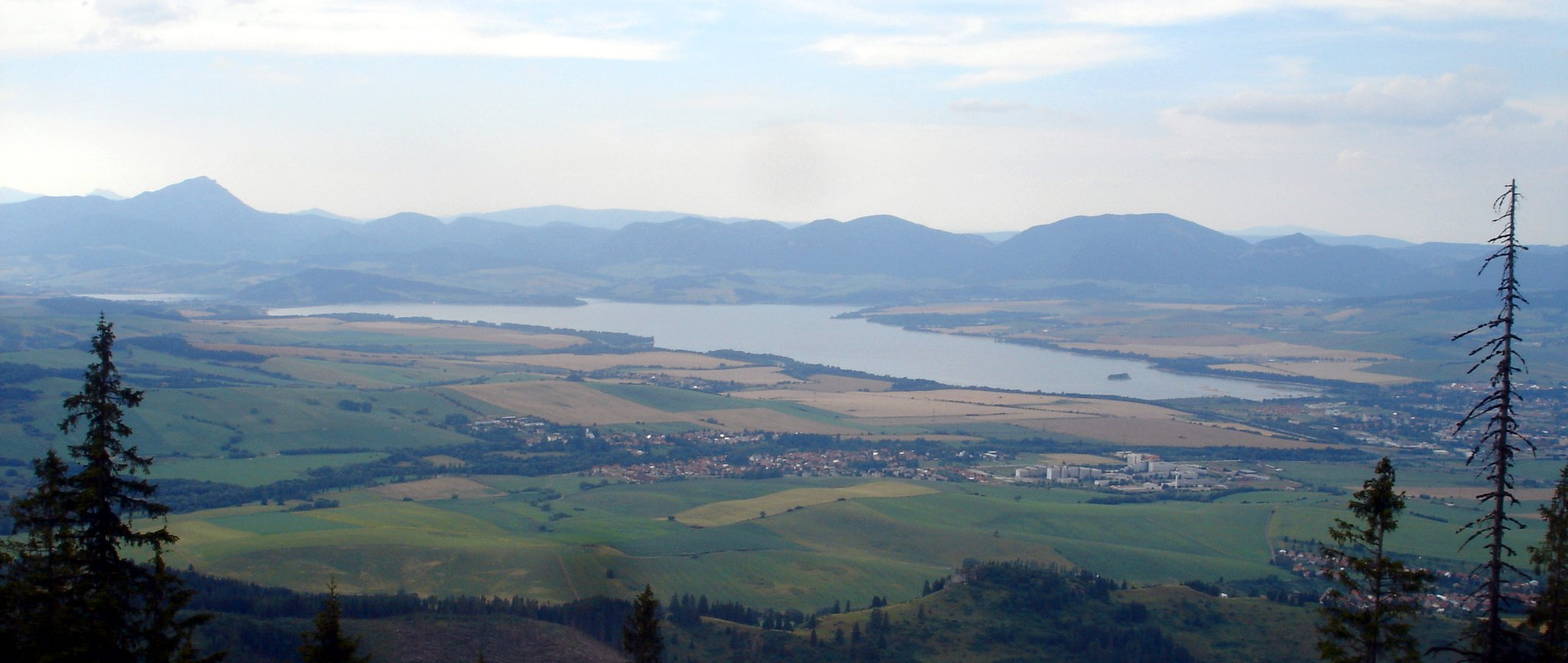
С 1975 года Гавранок с видом на водохранилище Липтовска-Мара

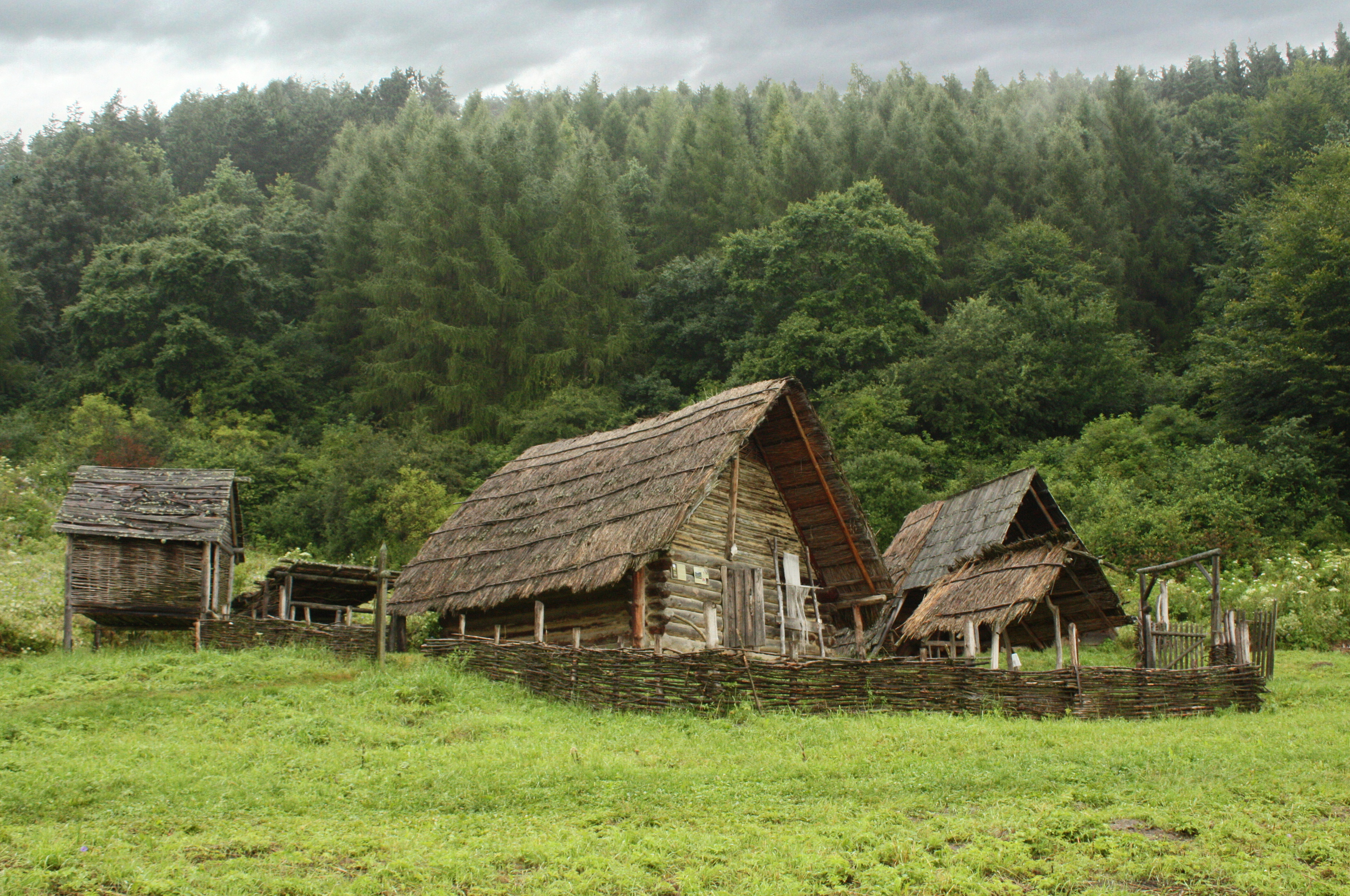
Археологический музей — Городище Гавранок

Гавра́нок (словац. Hradisko Havránok) — археологический объект, находящийся на севере Словакии. Располагается на холме над водохранилищем Липтовска-Мара в 2-х километрах от села Бобровник. 
В 60-х годах прошлого века археологи раскопали кельтское городище со средневековым деревянным замком. Оба объекта прошли реконструкцию. Во времена железного века и Римской империи это городище было важным религиозным центром кельтов, которые проживали на территории Словакии. Также Гавранок связан с религией Пуховской культуры. Деревянный замок существовал рядом с городищем с XI по XV века нашей эры.
В окрестностях городища было обнаружено сельскохозяйственное орудие, что указывает на такие работы в этих землях. Само городище включает в себя постройки каменных стен, хутор, гончарной печи и хижин. Кроме того, в окружении находилось несколько деревень, которые впоследствии были затоплены.
Городище Гавранок является музеем под открытым небом. В 1967 году был объявлен национальным памятником культуры.